# Sascha Feuchert

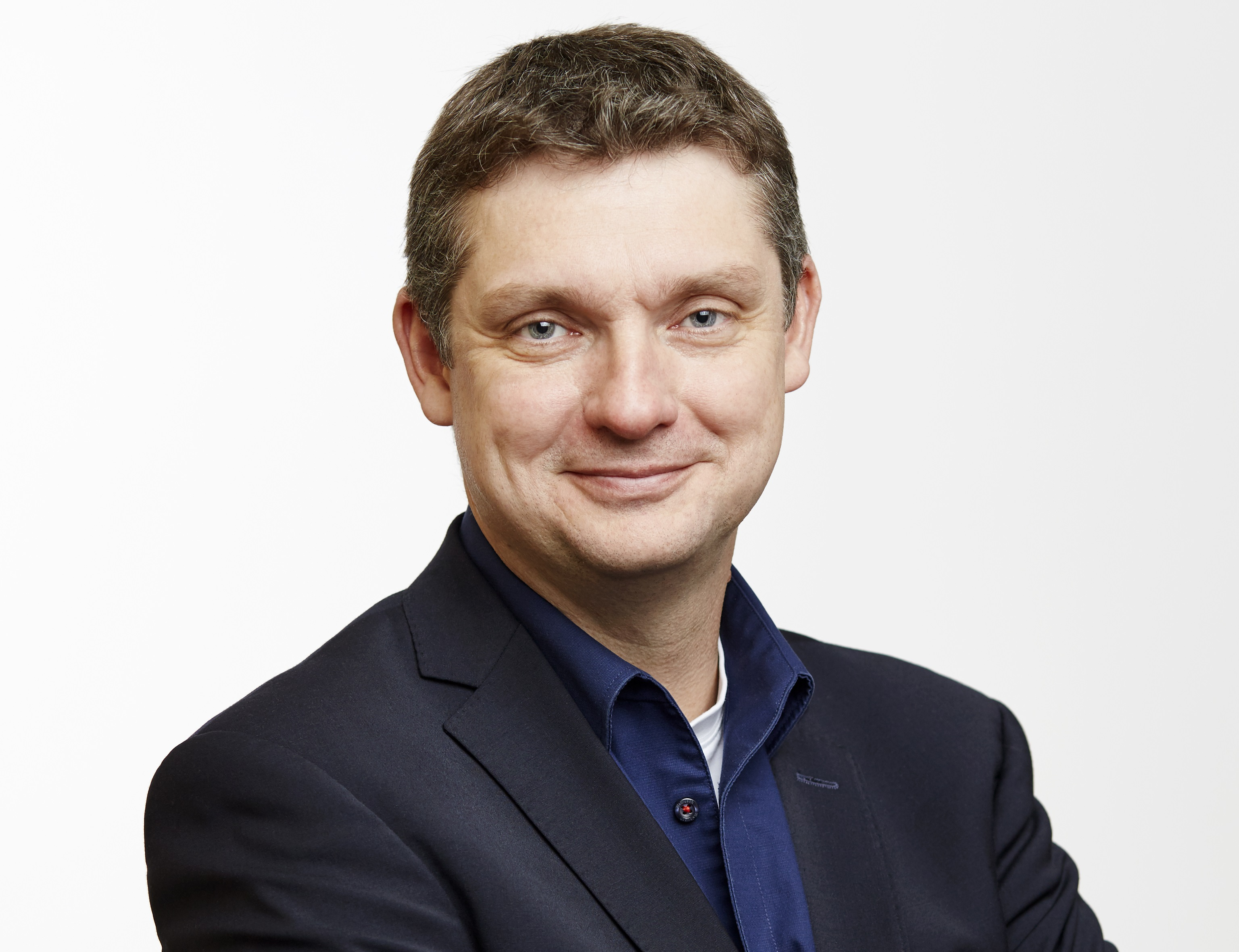
Feuchert 2017

Sascha Feuchert (* 29. Oktober 1971 in Gießen) ist ein deutscher Literaturwissenschaftler und -didaktiker sowie Publizist. Er ist Professor für neuere deutsche Literatur mit dem Schwerpunkt Holocaust- und Lagerliteratur sowie ihre Didaktik am Institut für Germanistik der Justus-Liebig-Universität Gießen. Dort leitet er seit 2008 die Arbeitsstelle Holocaustliteratur (von 2000 bis Juni 2008 stellvertretender Leiter) und ist seit Oktober 2024 auch Geschäftsführender Direktor des Instituts. Seit 2009 ist er auch Honorarprofessor am Department of World Languages (German Section) der Eastern Michigan University.

## Leben
Feuchert studierte Germanistik, Anglistik und Pädagogik und wurde 2003 mit einer Arbeit zu Oskar Singer und Oskar Rosenfeld. Zwei Autoren des Lodzer Gettos promoviert; er ist u. a. Mitherausgeber der Chronik des Gettos Lodz/Litzmannstadt (5 Bände, Wallstein-Verlag) sowie der Tagebücher Friedrich Kellners (2 Bände, Wallstein-Verlag) und Autor eines Lektüreschlüssels zu Bernhard Schlinks Der Vorleser (Reclam-Verlag) sowie eines Erläuterungenbandes zu Ruth Klügers weiter leben (Reclam-Verlag). Zwischen 2007 und 2011 war er Gründungsvorsitzender der Kempowski-Gesellschaft, seit 2009 führt er den Vereinsvorsitz des Literarischen Zentrums Gießen. Feuchert ist außerdem Mitglied des PEN-Zentrums Deutschland, dessen Vizepräsident und Beauftragter für „Writers in Prison“ er zwischen 2012 und 2018 war. Vom Bundesministerium für Familie, Senioren, Frauen und Jugend wurde er 2017, 2020 sowie erneut 2023 als Vertreter des PEN-Zentrums für die Gruppe „Literatur“ zum Beisitzer in der Bundesprüfstelle für jugendgefährdende Medien in der Bundeszentrale für Kinder- und Jugendmedienschutz ernannt. Seit April 2025 vertritt Feuchert als Nachfolger von Lutz Götze den PEN auch im Rat für deutsche Rechtschreibung. Von 2017 bis 2019 war Feuchert auch Beisitzer im Vorstand des Hessischen Literaturrats.

## Auszeichnungen
- 2006: Medaille „Für Verdienste um Gesellschaft und Wissenschaft“ („W Służbie Społeczeństwu i Nauce“) der Universität Łódź
- 2009: Wolfgang-Mittermaier-Preis der Erwin-Stein-Stiftung und der Justus-Liebig-Universität Gießen für hervorragende Leistungen in der akademischen Lehre[3]
- 2015: Medaille „Amico Universitatis Lodziensis“[4]
- 2016: „Hessischer Literaturlöwe“ (zusammen mit dem Literarischen Zentrum Gießen e. V.)[5]
- 2020: Hedwig-Burgheim-Medaille[6]
- 2022: Copernicus-Preis der Deutschen Forschungsgemeinschaft und der Stiftung für die polnische Wissenschaft, gemeinsam mit Krystyna Radziszewska[7]
- 2023 wurde die kika-Dokumentation „Triff... Anne Frank“, für die Feuchert Teile des Drehbuchs beigesteuert und mit Kolleginnen der Arbeitsstelle Holocaustliteratur die Fachberatung übernommen hatte, mit dem Kindermedienpreis „Goldener Spatz“ ausgezeichnet[8] und für den International Emmy Award 2023 sowie den Prix Jeunesse 2024 nominiert.[9][10]